# 百勒努斯
百勒努斯（英語：Belenus）凯尔特神话神祇之一。长期于高卢与不列颠地区得到崇拜与传播（即今法国、奥地利、英国与西班牙等西欧与中欧国家），具有重要地影响与积极意义。